# Доронин, Евгений Владиславович
Евгений Владиславович Доро́нин (род. 22 декабря 1961, Волчанск, Свердловская область, РСФСР, СССР) — советский и российский автогонщик, предприниматель, мастер спорта СССР (1986), пятикратный участник «Ралли Дакар», один из основателей команды КАМАЗ-мастер.

## Биография
Ещё учась в школе увлекся автомобильным спортом. В 1978 году поступил в Казанский авиационный институт им. Туполева на факультет автомобилестроения. Во время учёбы в КАИ занимался в секции зимних ипподромных гонок.
В 1984 году, во время преддипломной практики, познакомился с гонщиком Сергеем Дружининым, который пригласил его поехать на гонку штурманом. Дебют Евгения на первенстве «Урал 84» оказался удачным — экипаж занял первое место в абсолютном зачете. За успех на соревновании Доронину дали звание кандидата в мастера спорта Советского Союза. После окончания вуза был распределен на КАМАЗ в г. Набережные Челны инженером-конструктором в отдел легковых автомобилей.
В 1985 году приглашен штурманом в сборную СССР по автоспорту (классическое ралли) в экипаж Степана Васильева. В составе советской сборной Доронин дебютировал в 1986-м, приняв участие в международных гонках «Ралли-Барум», где в своем классе занял 3 место и получил звание мастера спорта СССР.
В 1987 году лично на конвейере тестирует три опытных автомобиля КАМАЗ 4310 предназначавшиеся для дебюта в международных ралли-соревнованиях.
В следующем году Доронина приглашают на КАМАЗ формировать команду для участия в международных первенствах. Общий дебют её состоялся в Польше в г. Вроцлав на «Ралли Ельч-88», где два экипажа команды показали хороший результат — 2-е и 4-е место.
Далее в составе команды «КАМАЗ-мастер» принимает участие в следующих первенствах:
- «Обжектив Сюд-89»
- «Париж-Дакар-90»
- «Фараоны-90»
- «Париж-Дакар-91» — за участие в этом ралли Доронин был награждён Орденом «За личное мужество», так как половину трассы прошел со сломанной рукой.
- «Париж-Кейптаун-92»
- «Париж-Пекин-92»

В конце 1992 года уходит из профессионального автоспорта, переезжает в Москву и занимается предпринимательской деятельностью.
В 2006 году входит в состав соучредителей компании Delfin Motorsport. Профиль компании: обеспечение спортивным гоночным топливом моторных видов спорта. В 2010 году в рамках компании создает профессиональную гоночную команду для участии в автокроссе.

### Семейное положение
Женат, двое сыновей — Артем и Никита. Старший — студент и профессиональный автогонщик. Младший — школьник, также мечтает пойти по стопам отца.